# Софі Ам'яш
Софі Ам'яш (фр. Sophie Amiach; нар. 10 листопада 1963) — колишня французька тенісистка.
Найвищу одиночну позицію світового рейтингу — 57 місце досягла 2 квітня 1984, парну — 62 місце — 14 серпня 1989 року.
Здобула 5 парних титулів туру ITF.
Найвищим досягненням на турнірах Великого шолома був чвертьфінал в одиночному розряді.
Завершила кар'єру 1995 року.

## Фінали турнірів WTA

### Парний розряд(0–1)
| Результат | Рік  | Турнір          | Покриття | Партнерка       | Суперниці                  | Рахунок  |
| --------- | ---- | --------------- | -------- | --------------- | -------------------------- | -------- |
| Поразка   | 1989 | Таранто, Італія | Ґрунт    | Емманюель Дерлі | Сабрина Голеш Мерседес Пас | 2–6, 2–6 |

## Фінали ITF

### Одиночний розряд (0-4)
| турніри $25,000 |
| турніри $10,000 |

| Результат | Ранг | Дата             | Турнір                   | Покриття | Суперниця у фіналі | Рахунок       |
| Поразка   | 1.   | 26 квітня 1981   | Борнмут, Велика Британія | Ґрунт    | Джо Дьюрі          | 5–7, 6–1, 3–6 |
| Поразка   | 2.   | 13 липня 1981    | Пезаро, Італія           | Ґрунт    | Пілар Васкес       | 2–6, 0–6      |
| Поразка   | 3.   | 9 листопада 1981 | South Yarra, Австралія   | Тверде   | Катрін Танв'є      | 3–6, 1–6      |
| Поразка   | 4.   | 19 вересня 1988  | Чикаго, США              | Тверде   | Мартіна Павлік     | 1–6, 5–7      |

### Парний розряд (6–5)
| Результат | Ранг | Дата             | Турнір                   | Покриття | Партнерка             | Суперниці у фіналі              | Рахунок          |
| --------- | ---- | ---------------- | ------------------------ | -------- | --------------------- | ------------------------------- | ---------------- |
| Поразка   | 1.   | 26 квітня 1981   | Борнмут, Велика Британія | Ґрунт    | Катрін Танв'є         | Джо Дьюрі Деббі Джеванс         | 0–6, 1–6         |
| Перемога  | 2.   | 2 листопада 1981 | Frankston, Австралія     | Тверде   | Катрін Танв'є         | Кім Рудделл Ґвен Ворнок         | 6–4, 6–2         |
| Перемога  | 3.   | 11 квітня 1982   | Куритиба, Бразилія       | Ґрунт    | Лінда Стюарт          | Андреа Мейстер Маріллія Матте   | 6–2, 6–2         |
| Поразка   | 4.   | 8 лютого 1988    | Ставангер, Норвегія      | Килим    | Лайза Боббі           | Юнна Юнеруп Марія Страндлунд    | 2–6, 6–7         |
| Поразка   | 5.   | 6 червня 1988    | Кі-Біскейн, США          | Тверде   | Дженніфер Сентрок     | Лусіла Бесерра Шочітль Ескобедо | 4–6, 6–2, 5–7    |
| Поразка   | 6.   | 27 червня 1988   | Огаста, США              | Тверде   | Лайза Боббі           | Кім Іль Сун Лі Чон Мьон         | 1–6, 2–6         |
| Поразка   | 7.   | 25 вересня 1989  | Чикаго, США              | Тверде   | Крістін Кунс          | Мері-Лу Деніелс Кенді Рейнолдс  | 3–6, 3–6         |
| Перемога  | 8.   | 1 жовтня 1990    | Йорк, США                | Тверде   | Луїс Аллен            | Сімоне Шилдер Кароліна Віс      | 7–6(4), 6–4      |
| Перемога  | 9.   | 17 червня 1991   | Сент-Саймонс, США        | Ґрунт    | Луїс Аллен            | Патті О'Райллі Крістін О'Райллі | 6–3, 6–7(5), 6–3 |
| Перемога  | 10.  | 18 січня 1993    | Мак-Аллен, США           | Тверде   | Луїс Аллен            | Алісія Мей Стефані Ріс          | 6–3, 7–6(2)      |
| Перемога  | 11.  | 24 січня 1994    | Остін, США               | Тверде   | Трейсі Мортон-Роджерс | Меймі Сеніза Марезе Жубер       | 7–6(8), 7–6(5)   |

## Виступи в одиночних турнірах Великого шолома
| W | Ф | ПФ | ЧФ | #Р | КТ | К# | DNQ | A | NH |

| Турнір                                 | 1981 | 1982 | 1983 | 1984 | 1985 | 1986 | 1987 | 1988 | 1989 | 1990 | 1991 | 1992 | 1993 |
| -------------------------------------- | ---- | ---- | ---- | ---- | ---- | ---- | ---- | ---- | ---- | ---- | ---- | ---- | ---- |
| Відкритий чемпіонат Австралії з тенісу |      |      | 1р   | ЧФ   | 1р   |      |      |      |      |      |      |      |      |
| Відкритий чемпіонат Франції з тенісу   | 1р   | 1р   | 1р   | 2р   | 1р   | 1р   |      |      | 3р   | 2р   |      | 1р   | 1р   |
| Вімблдонський турнір                   |      |      |      | 2р   | 1р   |      |      |      | 2р   | 1р   |      |      |      |
| Відкритий чемпіонат США з тенісу       |      | 1р   |      | 1р   | 1р   |      |      |      | 2р   |      |      |      |      |